# Eupithecia brevicula
Eupithecia brevicula är en fjärilsart som beskrevs av William Schaus 1913. Eupithecia brevicula ingår i släktet Eupithecia och familjen mätare. Inga underarter finns listade i Catalogue of Life.